# Comté d'Iroquois
Le comté d'Iroquois est un comté situé dans l'État de l'Illinois, aux États-Unis. En 2010, sa population est de 29 718 habitants. Son siège est Watseka.

## Villes et villages
- Chebanse